# Шеврези Монсо
Шеврези Монсо (фр. Chevresis-Monceau) насеље је и општина у североисточној Француској у региону Пикардија, у департману Ен (Пикардија) која припада префектури Сен Кентен.
По подацима из 2011. године у општини је живело 363 становника, а густина насељености је износила 21,54 становника/km². Општина се простире на површини од 16,85 km². Налази се на средњој надморској висини од 65 метара (максималној 137 m, а минималној 60 m).

## Демографија
| 1962. | 1968. | 1975. | 1982. | 1990. | 1999. | 2011. |
| ----- | ----- | ----- | ----- | ----- | ----- | ----- |
| 313   | 340   | 327   | 313   | 348   | 368   | 363   |

График промене броја становника у току последњих година